# Adam Helmer
Adam Helmer, nemško-ameriški častnik, * 1754, German Flatts, New York, ZDA, † 9. april 1830, Brutus, okrožje Cayuga, New York.
Slaven je postal po zaslugi romana Drums Along the Mohawk (1936), delo Walterja D. Edmondsa.